# Katalog zamknięty
Katalog zamknięty (łac. numerus clausus, wyliczenie enumeratywne) – termin prawniczy oznaczający zawarte w akcie prawnym wyliczenie, zawierające wszystkie i zarazem jedyne dopuszczalne elementy; przeciwieństwo katalogu otwartego.